# Chelicerca inbio
Chelicerca inbio är en insektsart som beskrevs av Ross 2003. Chelicerca inbio ingår i släktet Chelicerca och familjen Anisembiidae.
Artens utbredningsområde är Costa Rica. Inga underarter finns listade i Catalogue of Life.